# Franz Hofmann (Politiker, 1852)

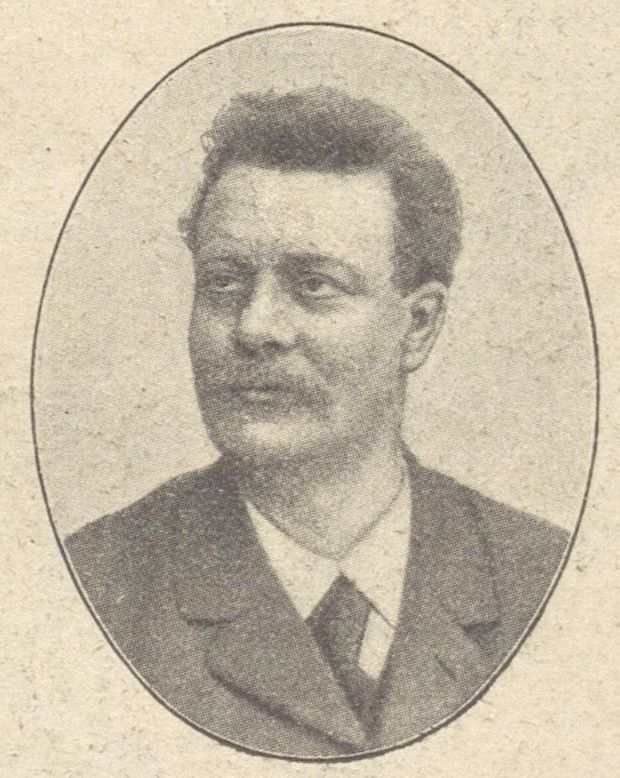
Franz Hofmann

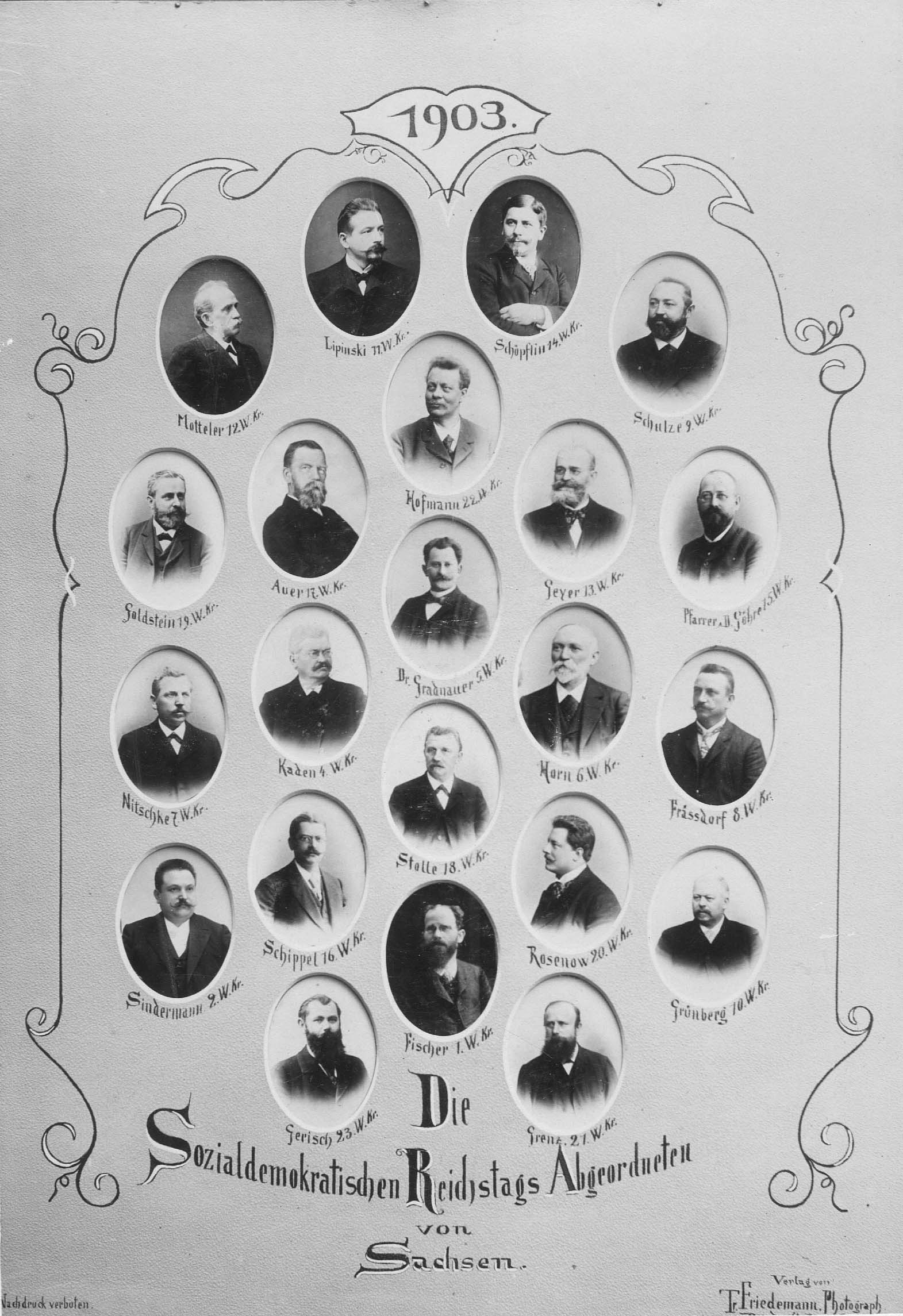
Franz Hofmann (zweite Reihe von oben, Mitte) und die anderen sächsischen Reichstagsabgeordneten der SPD, 1903

Franz Hermann Theodor Hofmann (* 26. Februar 1852 in Stötteritz; † 4. November 1903 in Chemnitz) war ein deutscher Unternehmer und Politiker (SPD). 

## Leben und Wirken
Hofmann besuchte von 1858 bis 1866 die Volksschule in Stötteritz. Von 1866 bis 1886 war er als Zigarrenarbeiter tätig. Von den 1870er Jahren bis zu seiner Ausweisung aus dem Bannbezirk Leipzig am 12. Oktober 1886 war er als Partei- und Gewerkschaftsfunktionär in Leipzig aktiv. Da er als Ausgewiesener nirgendwo Arbeit fand, machte er sich in Chemnitz in der Jakobstraße 23 als Zigarrenfabrikant selbständig.
Am 15. März 1892 wurde er als Nachfolger für den ausgeschiedenen Abgeordneten Carl Kurtz im 22. sächsischen Wahlkreis (Auerbach-Reichenbach) in den Reichstag gewählt. Auch bei den folgenden Reichstagswahlen erlangte er in dem Wahlkreis das Mandat und gehörte dem Reichstag in der Folge bis zu seinem Tod an. Er starb am 4. November 1903 noch vor Einberufung des 1903 gewählten Reichstags, in den er letztmals gewählt worden war.
Von 1895 bis 1901 vertrat er zusätzlich den 31. ländlichen Wahlkreis in der II. Kammer des Sächsischen Landtags.